# Visual Basic for Applications
Visual Basic for Applications (VBA) è un'implementazione di Visual Basic inserita all'interno di applicazioni Microsoft quali la suite Microsoft Office o Visio, altri programmi contengono un'implementazione parziale di VBA (ad esempio AutoCAD e WordPerfect). VBA espande i linguaggi di scripting contenuti precedentemente in tali applicazioni (come il Word Basic di Microsoft Word) e può essere utilizzata per controllare praticamente tutti gli aspetti dell'applicazione ospite, quali l'interfaccia utente (manipolazione dei menu, delle barre degli strumenti, ecc.).
Nonostante il suo stretto legame con Visual Basic, VBA non può essere usato per eseguire applicazioni stand-alone, ma è comunque possibile una certa interoperatività fra applicazioni (ad esempio è possibile creare un report in Word a partire da dati di Excel) grazie all'automazione (tecnologia COM, Component Object Model).
VBA è un linguaggio di programmazione ad alto livello.
I principali oggetti di questo linguaggio sono subroutine e funzioni. La subroutine, chiamata anche procedura o macro, esegue automaticamente un insieme di operazioni, nella cartella, foglio o cella selezionate al momento del lancio.
L'utente può aggiungere delle funzioni personalizzate, da lui definite. La funzione, a differenza della subroutine, richiede come input almeno un valore numerico o testuale per almeno una variabile indipendente.